# Bernard Pusey
Bernard Pusey (* 11. Februar 1931 in Tadworth, Surrey) ist ein ehemaliger britischer Radrennfahrer.

## Sportliche Laufbahn
Pusey begann 1948 mit dem Radsport. Seine täglichen Fahrten mit dem Fahrrad zur Arbeit animierten ihn, mit einem regelmäßigen Training in einem Verein zu beginnen.  
1952 wurde er nach einigen Erfolgen in regionalen Rennen in die britische Nationalmannschaft berufen und fuhr die Route de France. 1953 wurde er Zweiter der nationalen Meisterschaft im Straßenrennen der Amateure des Verbandes N.C.U. hinter Ted Gerrard. 1954 gewann er die Bronzemedaille im Einzelrennen der Commonwealth Games. Dazu kam der Gesamtsieg in der Irland-Rundfahrt, wobei er auch die 1. Etappe gewonnen hatte.
Pusey war 1954 Unabhängiger und von 1955 bis 1959 als Berufsfahrer aktiv. Er startete für Radsportteams in Großbritannien, der Schweiz, in Belgien und in Frankreich. 1958 gewann er zwei kleinere Rennen in Frankreich (dabei war der Grand Prix Monaco) und wurde Zweiter im Eintagesrennen Roubaix–Cassel–Roubaix hinter Eduard Klabiński. 1959 bestritt er die Tour de France, schied im Verlauf des Rennens aus.
Er startete mehrfach in den Rennen der UCI-Straßen-Weltmeisterschaften. 1957 wurde er als 40. klassiert, 1955, 1956 und 1958 schied er jeweils aus.

## Berufliches
Pusey war in einem Elektrotechnik-Unternehmen in London tätig.